# Спальне
Спальне (рос. Спальное) — присілок в Суджанському районі Курської області Російської Федерації.
Населення становить 139 осіб. Входить до складу муніципального утворення Борковська сільрада.

## Історія
Населений пункт розташований на території українського етнічного та культурного краю Східна Слобожанщина.
Від 2004 року входить до складу муніципального утворення Борковська сільрада.

## Населення
| 2002 | 2010 |
| ---- | ---- |
| 239  | ↘139 |